# Хариман (Тенеси)
Хариман (енгл. Harriman) град је у америчкој савезној држави Тенеси.

## Демографија
По попису из 2010. године број становника је 6.350, што је 394 (-5,8%) становника мање него 2000. године.
| Група             | 2000.         | 2010.         |
| Белци             | 6.042 (89,6%) | 5.633 (88,7%) |
| Афроамериканци    | 501 (7,4%)    | 458 (7,2%)    |
| Азијати           | 18 (0,3%)     | 33 (0,5%)     |
| Хиспаноамериканци | 51 (0,8%)     | 81 (1,3%)     |
| Укупно            | 6.744         | 6.350         |